# 江碕均
江碕 均（えさき ひとし、1857年（安政4年3月） - 1921年（大正10年）7月15日）は、日本の政治家、衆議院議員（2期）。

## 経歴
尾張国春日井郡小牧村(のち愛知県東春日井郡小牧町、現・小牧市)生まれ。漢学を学ぶ。小牧町長となる。
1894年3月の第3回衆議院議員総選挙において愛知3区から自由党所属で立候補して初当選。同年9月の第4回衆議院議員総選挙で再選した。衆議院議員を2期務め、1898年3月の第5回衆議院議員総選挙は不出馬。1921年に死去した。